# Cayo Negro
Cayo Negro (engelska: Blackadore Cay) är en ö i Belize. Den ligger i distriktet Belize, i den nordöstra delen av landet, 120 km nordost om huvudstaden Belmopan.